# Ханлык (Губадлинский район)
Ханлык (азерб. Xanlıq) — село в Губадлинском районе Азербайджана.

## География
Село расположено на берегу реки Акера, в 16 км к юго-востоку от районного центра Губадлы.

## История

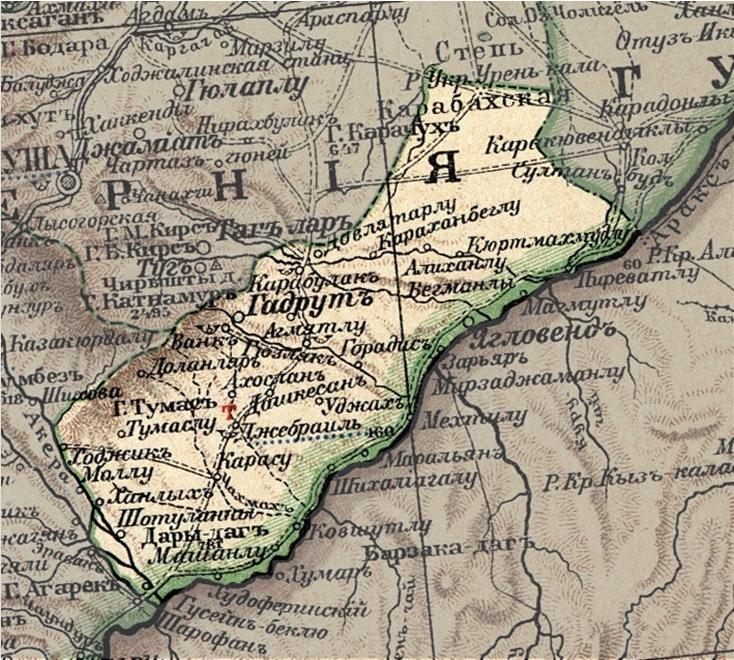
Село Ханлык (Ханлых) на карте Джебраильского уезда 1903 года

В годы Российской империи село Ханлых входило в состав Джебраильского уезда Елизаветпольской губернии. По данным «Свода статистических данных о населении Закавказского края, извлеченных из посемейных списков 1886 года» в селе Ханлых Ханлыхского сельского общества было 148 дымов и проживало 648 азербайджанцев (указаны как «татары»), которые были суннитами по вероисповеданию и крестьянами.
Согласно результатам Азербайджанской сельскохозяйственной переписи 1921 года, Ханлых Карягинского уезда Азербайджанской ССР населяли 929 человек (231 хозяйство), преобладающая национальность — тюрки азербайджанские.
По состоянию на 1 января 1933 года в Ханлыке, образовывавшем вместе с сёлами Алакуршак, Махрызлы, Муганлы Ханлыкский сельсовет Зангеланского района Азербайджанской ССР проживало 1385 человек (312 хозяйств). Национальный состав всего сельсовета, на 97,7 % состоял из «тюрков» (азербайджанцев).
По состоянию на конец 1980-х годов в селе проживало 2201 человек. Были развиты табаководство, животноводство, шелководство и разведение зерновых.  Имелись средняя школа, ПТУ, дом культуры, библиотека, больница.

### Карабахский конфликт
В ходе Первой карабахской войны село перешло под контроль непризнанной НКР и было покинуто населением. Согласно административно-территориальному делению непризнанной Нагорно-Карабахской Республики, село находилось в Кашатагском районе НКР и именовалось Ишханадзор (арм. Իշխանաձոր).
Начиная с 2012 года, местные армянские власти заявляли о готовности расселить на территории Кашатагского района (образованного ими из Лачинского, Губадлинского и Зангеланского районов Азербайджана) «всех желающих переехать сюда сирийских армян». Село Ханлык было выбрано из-за удобного расположения на перекрёстке дорог, ведущих на север — в Лачин, на восток — в Гадрут и на запад — в Армению. Азербайджан высказывал «серьёзное беспокойство» расселением сирийских армян на территории, считающейся оккупированной территорией Азербайджана, и обвинял Армению в нарушении Женевских конвенций и попытке изменить демографический состав региона. На начало 2014 года на территории села Ханлык по данным армянской стороны уже проживало 200 человек. К августу 2017 году здесь были расселены около 110 сирийских армян и была создана необходимая для заселения инфраструктура. По сообщению армянской стороны, средства на создание инфраструктуры были выделены из доходов Арцахской национальной лотереи, средств правительства НКР и благотворительных фондов «Кашатах» и «Туфенкян». По словам начальника Управления демографии и миграции Министерства труда НКР Арарата Бахтамяна, правительство выделяло лицам со статусом «переселенцев и беженцев», расселявшимся в Кашатагском и Шаумяновском районах, стройматериалы, мебель и кухонный инвентарь, а также выдавало им компенсацию за дрова и электроэнергию; при этом основной целью программы называлось заселение территорий.

### Вторая карабахская война
26 октября 2020 года, во время Второй карабахской войны, президент Азербайджана Ильхам Алиев объявил об освобождении села Ханлык. В этот же день Министерство обороны Азербайджана опубликовало видеокадры, на которых запечатлено село Ханлык под контролем Азербайджана.